# ARO 10
ARO 10 – samochód terenowy produkowany przez rumuńską firmę ARO w latach 1980–2006 oraz montowany przez włoską firmę Ali Ciemme (ACM) w latach 1988–1991. Dostępny był jako 3– i 5–drzwiowy SUV, 2– i 4–drzwiowy pickup oraz 2–drzwiowy kabriolet. Do napędu używano silników R4 benzynowych oraz Diesla. Moc przenoszona była na dwie osie. Auto posiadało 4– i 5–biegową skrzynię biegów.

## Historia

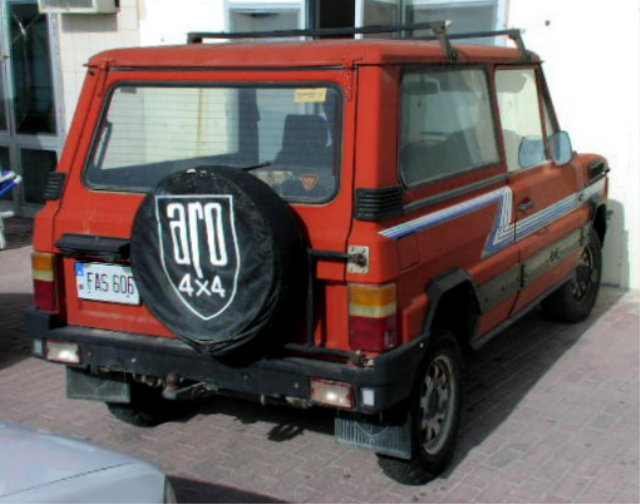
ARO 10 – tył pojazdu

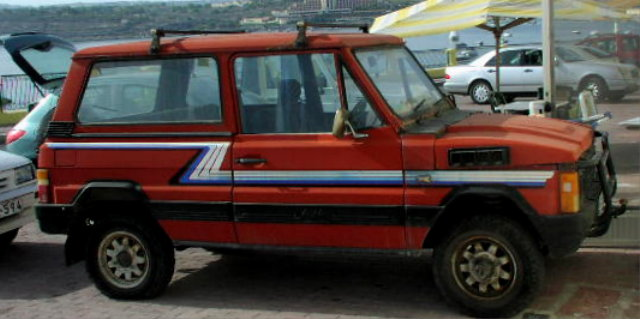
ARO 10

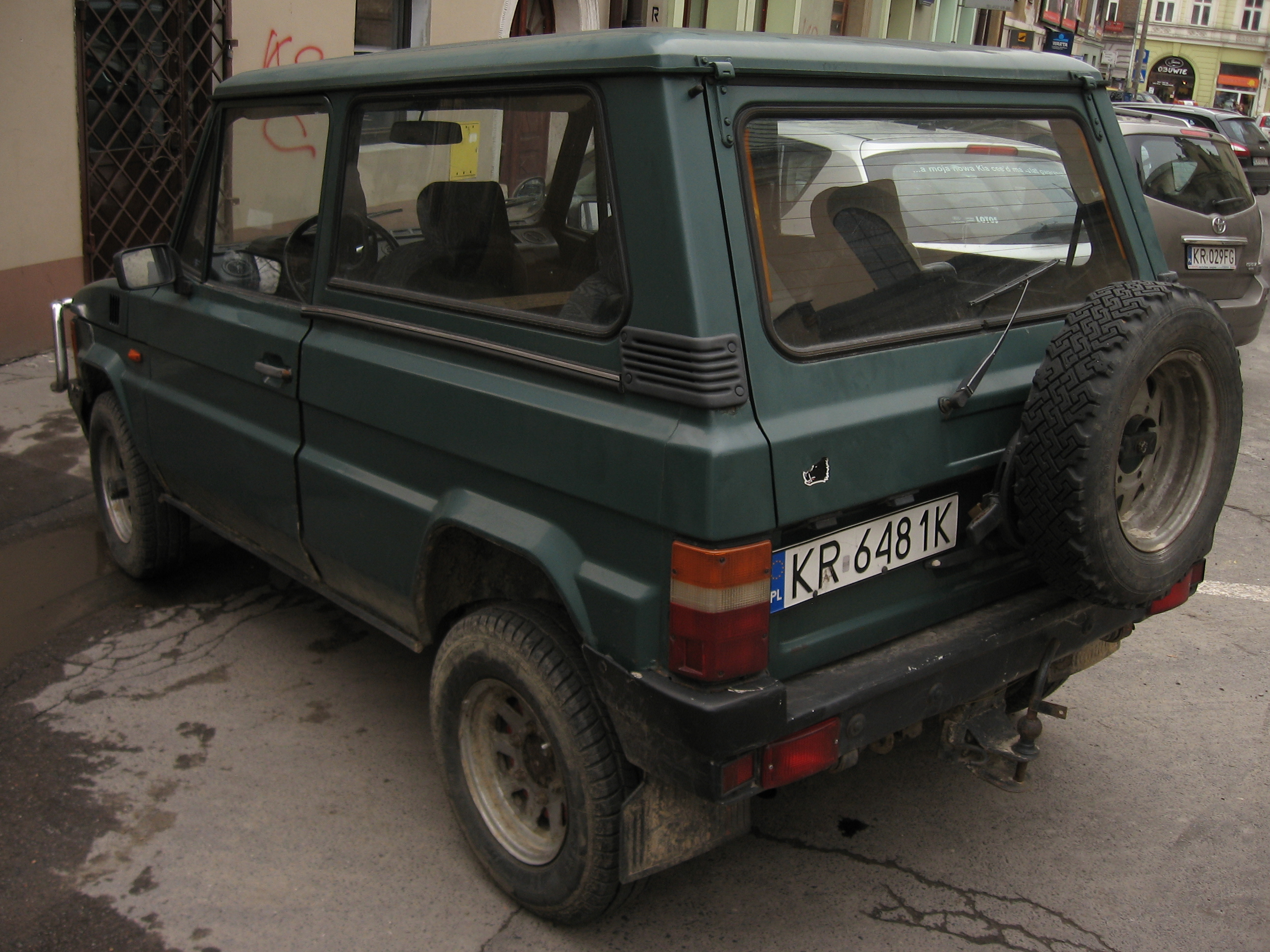
ARO 10 w Polsce

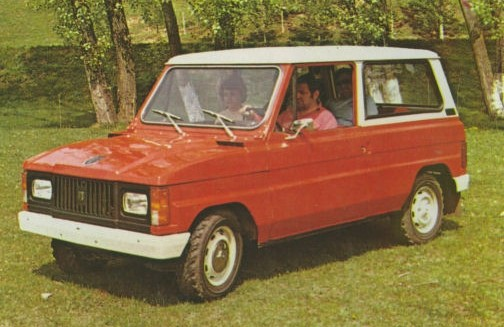
ARO 10 1980

Samochód ARO 10 był mniejszym modelem samochodu terenowego opracowanego w rumuńskich zakładach ARO i wprowadzonego do produkcji pod koniec lat 70. XX wieku, obok modelu ARO 24. Samochód wykorzystywał silnik i niektóre podzespoły z samochodów osobowych Dacia 1300/Dacia 1410, produkowanych na licencji francuskiej.
Nadwozie samochodu osadzone było na ramie nośnej. Zawieszenie przednie było niezależne, na wahaczach poprzecznych ze sprężynami śrubowymi, zawieszenie tylne - na samym początku produkcji niezależne, na wahaczach poprzecznych, później - oś sztywna na wzdłużnych resorach piórowych. Samochód posiada napęd na 4 koła, przy tym napęd na przednie koła jest dołączany dźwignią umieszczoną obok dźwigni zmiany biegów. Ponadto, na kołach przednich są pokrętła umożliwiające trwałe odłączenie piast kół od układu przeniesienia napędu. Istniały wersje nadwoziowe z zamkniętym trzydrzwiowym nadwoziem: pięcioosobowa ARO 10.4 i dwuosobowa towarowa ARO 10.3 oraz wersje z otwartym nadwoziem pick-up, nakrywanym opończą: dwuosobowa ARO 10.0 i pięcioosobowa ARO 10.1.
Początkowo używano silników z Dacii o pojemności 1,3 (1289 cm³) i 1,4 (1397 cm³) o mocy 62 KM (45,5 kW). Większa jednostka napędowa powstała przez zwiększenie średnicy cylindrów z 73 do 76 mm, przy takim samym skoku tłoków 77 mm.

### ACM
Przedsiębiorstwo ACM zajmowało się importem rumuńskich ARO, a pomiędzy listopadem 1988 a marcem 1991 w fabryce Ali Ciemme montowano rumuński ARO 10 z silnikiem Diesla, który zastąpiono później silnikiem TD o niskiej trwałości. Planowano inwestycję w nowe hale montażowe, co pozwoliłoby na poprawę jakości tych samochodów i wyeliminowanie niespełniającego norm silnika, jednak reputacja oryginału była tak fatalna, że projekt szybko upadł.
W 1988 roku, w Turynie, firma zaprezentowała prototyp plażowego pojazdu o nazwie Scorpion (o dwóch drzwiach na górnych zawiasach, z elegancko wyprofilowaną karoserią, i podwoziem ARO 10.

## Modele
- ARO 10
  - ARO 10.1
  - ARO 10.4
  - ARO 10 Spartana
  - ARO 11.4
  - ARO 10.2
  - ARO 10.3
  - ARO 10.5
  - ARO 10.6 pick-up
  - ARO 10.9
  - ARO 10.0
  - ARO 11.9

## Dane techniczne
| Wersja                | Silnik:             | Producent:         | Moc maksymalna:                    | Maks. moment obrotowy      | V-max:             |                    |                    |                    |
| Silniki benzynowe:    | Silniki benzynowe:  | Silniki benzynowe: | Silniki benzynowe:                 | Silniki benzynowe:         | Silniki benzynowe: | Silniki benzynowe: | Silniki benzynowe: | Silniki benzynowe: |
| --------------------- | ------------------- | ------------------ | ---------------------------------- | -------------------------- | ------------------ | ------------------ | ------------------ | ------------------ |
| 1.2                   | R4 1,2 l (1239 cm³) | Renault            | 54 KM (40 kW) przy 5300 obr./min   | 90 N•m przy 2800 obr./min  | 110 km/h           |                    |                    |                    |
| 1.3                   | R4 1,3 l (1289 cm³) | Dacia              | 54 KM (39,5 kW) przy 5250 obr./min | 88 N•m przy 3000 obr./min  | 115 km/h           |                    |                    |                    |
| 1.4                   | R4 1,4 l (1397 cm³) | Dacia              | 62 KM (46 kW) przy 5500 obr./min   | 100 N•m przy 3500 obr./min | 120 km/h           |                    |                    |                    |
| 1.6                   | R4 1,6 l (1557 cm³) | Dacia              | 72 KM (54 kW) przy 5000 obr./min   | 122 N•m przy 2500 obr./min | 125 km/h           |                    |                    |                    |
| 1.6                   | R4 1,6 l (1598 cm³) | Daewoo             | 105 KM (78 kW) przy 5800 obr./min  | 145 N•m przy 3800 obr./min | 140 km/h           |                    |                    |                    |
| Silniki wysokoprężne: |                     |                    |                                    |                            |                    |                    |                    |                    |
| 1.9                   | R4 1,9 l (1870 cm³) | Renault            | 64 KM (48 kW) przy 4500 obr./min   | 118 N•m przy 2250 obr./min | 120 km/h           |                    |                    |                    |
| 1.9                   | R4 1,9 l (1870 cm³) | Renault            | 92 KM (69 kW) przy 4250 obr./min   | 182 N•m przy 2250 obr./min | 140 km/h           |                    |                    |                    |
| 1.9                   | R4 1,9 l (1905 cm³) | Peugeot            | 68 KM (51 kW) przy 4600 obr./min   | 120 N•m przy 2000 obr./min | 120 km/h           |                    |                    |                    |